# STS-101
إس تي إس-101 (بالإنجليزية: STS-101)‏ الرحلة الثامنة والتسعون ضمن برنامج مكوك الفضاء لوكالة ناسا، والرحلة الحادية والعشرون على متن مكوك الفضاء أتلانتيس، انطلقت الرحلة في 19 مايو 2000 من مركز كينيدي للفضاء ، وهبطت بتاريخ 29 مايو في مركز كينيدي للفضاء أيضاً، بعد عشرة أيام مكثتها الرحلة في الفضاء، تم خلال الرحلة الرسو على محطة الفضاء الدولية، بلغ عدد الرواد المشاركين في الرحلة سبعة رواد من بينهم رائد فضاء روسي.